# Историја и развој Ибарских рудника
Историја и развој Ибарских ридника започиње другом половином 19. века, када долази до почетка експлоатације каменог угља за огрев, индустрију, а посебно за потребе железнице.

## Откривање лежишта и почеци радова
Приликом пробијања пута кроз Ибарску долину од 1882. до 1885. године, група радника у Баљевцу, пролазећи кроз Јарандолски поток, наишла је на грумење угља.
Године 1881. С. Грујић испитује рудна лежишта на Голији и Копаонику. Током ових истраживања, сељаци из оближњих села мислећи да ће експлоатација угља и његова прерада уништити њихова поља и осиромашити их у пољопривредној производњи, почињу физички да се супротставлјају истраживању. Носилац права у то време био је Михајло Чебинац, каменорезац из Краљева, познат под именом "Индустријалац".
Радове је 1904. наставио известан "Гилдермајстор", који су надзирале власти из Београда. Након две године радове у Јарандолу контролише инжењер Ј. Милојковић. На основу његових извештаја сазнајемо да Александар Ћирковић и Милан и Павловић из Београда (који су то право стекли 1905-1906) имају права да истражују Јарандолски слив. Они су први приметили економску продуктивност и вредност Баљевачког рдника, па су успели да стекну право да га искористе као и да се укључе у друге истраживачке активности.
Међутим, рад је био примитиван. Било је мало радника који су себи могли приуштити радно одело, већ су долазили да раде у традиционалним ношњама.
Угаљ се рабаџиским колима или кириџијским караванима превозио до железничке управе у Краљеву и топионице у Крагујевцу, као и до других купаца у Краљеву и шире.
Убрзо је постало јасно да овакав посао а наручито спор и дуги транспорт не води ничему. Дошло је до пада производње и одустајања од великих ископавања, јер такви радови повећавају трошкове и угрожавају профитабилност производње.
Привилегија за управљање овим тереном под именом Ибар, који је припадао Студеничком срезу и обухватао села Черење, Биниће, Боровиће, Бела стену, Баљевац, Корлаће, Побрђе, Луково, Јарандо, Лучице, Прогорелица, Тадење и Ушће; то јест, површину од 2.700.000 квадратних метара, припала је рударској компанији Милана Савића и синова, који су већ били власници рудника Боговина. Управљање овим рудницима, Јарандом и Ушћем, преузео је син Милана Савића, Светозар.

### Начин рада
Од краја 19. до друге половине 20. века технологија вађења угља у рудницима Јадрандо и Ушће била је подземна и одвијала се на примитиван начин. Откопани угаљ се трошио за потребе становништва, трговаца, занатлија, дућанџија, кафеџија и ковача. Другим речима, копање и прављење малих и великих рупа у земљи, трајало је све до 20. века, када је фирма Ћирковић из Београда донела рударско оруђе, крампове (килавице - како га и садашњи рудари Ибарских рудника зову), примитивне ручне бушилице и слично.

## Развој производње
Милан Савић је 1924. године пронашао остатке претходних покушаја претраге и ископавања којима су изграђени колосеци ширине од 60 cm.
Од 1925. до 1940. године производња у јамама Јарандо и Ушће износи 892.236 тона каменог угља.
Експлоатација угља вршили су рудари пораклом из Лике, Кордуна, Далмације а највише их је било из Врања. Било је и 50 рудара из околине Баљевца, сељака који су радили по 12 сати дневно. Савић је рад почео први са 12 рудара које је сам довео. Они су били ти који су први упалили карабитне лампе и суочили се са Јарандолским угљем.
Сем подземног постојао је и површински коп, уз Јарандолски поток, на коме се вадио квалитетнији камени угаљ који је за коваче био незамењљив.
Упоредо са овим откопавањем угља, Савић спроводи истраживање на простору Баљевца и Ушћа комисијом коју су сачињавали професори и геолози.
Пред сами Други светски рат мађарски геолог А. Жигванда поднео је позитиван извештај о овоме.
Савић је највише уложио у рудник од 1923. до 1931. године, саградивши станове, радионице, две електране (једна у Баљевцу, а друга мања у Ушћу са два парна котла од по 30 коња, један парни мотор од 60 коња који покреће генератор). Електрична енергија која се добијала била је коришћена за бржи и лакши рад у рудницима, рад пумпи за вађење воде, покретање мотора у радионици, осветљење рудничких зграда итд.
Главни проблем ових Рудника представља превоз који се до тада обавља и воловским запрегама и коњским вучом. Превоз од Ушћа до Краљева кошта 250 а од Баљевца до Краљева 300 динара по тони. Ради јефтинијег транспорта покушан је превоз угља сплавовима, али због бројних теснаца у долини Ибра транспорт су ометале огромне стене па сплавови нису могли несметано да се крећу.
1927. године Савић у Баљевац довози два камиона за транспорт угља. Куповином камиона није постигнута нижа цена транспорта, јер су камиони били веома спортови и пролазили 30 до 40 км на сат. Овај проблем је решен изградњом пруге Косовска Митровица-Рашка-Краљево 1931. године.
Без обзира на све рудник је почео да запада у кризу. Остали рудници су понудили далеко јефтинији угаљ што Ибарски рудници нису могли да постигну.
1928. године "Милан Савић и синови" склапају уговор са француским компанијом "Пенероја" која је дала новац за модернизацију и санирање прилика које су настале у руднику. А за то време  "Милан Савић и синови" и "Пенероја" послужују заједно, како би овај дуг био лако исплаћен.
Новац који је инвестиран није правилно искоришћен, те је фирма упала у још веће потешкоће. Рудари су почели да примају испод 50% просечне зараде а то је довело у питање њихове породице, јер су рудари имали и по петоро-шесторо деце и живели већином само од зараде у руднику.
1929. године наступио је први штрајк када су рудари добили осмочасовно радно време у три смене. Осим тога добијено је социјално осигурање и раднички стаж. Годишњи одмор нису имали.
Од 1924. до августа 1934. године рудничке плате су износиле: копач руде у јами 22 динара, помоћник копача 20 динара, возач руде кроз откопни тунел 20 динара.
Доведени у незгодну ситуацију, рудари траже повећање надница, подизање радничких станова, подизање портирнице за распоред радника за рад, јер су време за прозивке стојали напољу. По изласку из јаме прљави од угљне прашине и знојави од рада нису имали где да се окупају, па су тражили да се подигну купатила. Сем тога захтевали су и иградњу лекарске амбуланте.
Боловали су од различитих болести а посебно од повреда током рада, па је зато стално присуство лекара било неопходно.
Новац од француске компаније "Пенероја" није коришћен у предвиђене сврхе. Због сиромаштва, рудари се почињу задуживати од разних трговаца, власника кафића, богатих сељака, у нади да ће ситуација у руднику бити боља и да ће моћи отплатити дуг, а осим тога почињу каснити на посао јер остају на властитом или туђем имању радећи даноноћно како би се прехранили. За то време Савић је био изван рудника а дуг према "Пенероји" је растао са каматом.
Долази до избијања штрајка 1929. године, када је Савић делимично исплатио плате радницима.
Године 1930. у Јарандолу започиње са радом раздвајање угља у 6 класа крупноће.
Дана 24. јула 1934. отпочет је још један штрајк, који су рудари рудника Јарандо, организовали без спољне помоћи окупвши се пред управном зградом да захтевају заостале зараде за последње три године. Нажалост, руководство рудника је одбило захтеве радника. Рудари одлазе у Рашку, где траже помоћ окружног суда. Вести о штрајку стигле су до Министарства шумарства и руда, као и до Привредне коморе у Београду. Одлуком министарства одлучено је да се у рудник уведе комесарска управа. На челу управе био је Добривоје Крстић, дипломирани инжењер, а Јосип Сухлиа је преузео рудничку блгајну. Тиме је делимично решено питање рудара.
У наредном периоду, због кризе која је владала, цене прехрамбених производа и станарина су расле, а плате запослених су остале исте. Радници су захтевали побољшање услова рада, изградњу радничких станова и повећање дневница.
Комисијсак управа није могла да испуни овај захтев, па су зато 1. фебруара 1937. радници одлучили да отпочну штрајк.
Прва смена је отпочела штрајк одласком у јаму где је сачекала другу смену која јој се придружила. Потом у штрајк ступа и трећа смена, која се придружила штрајку, али је остала испред јаме. У штрајку је било око 760 рудара. Радничка организација из Косовске Митровице ускочила је како би им помогла, шаљући новац, а затим и другу помоћ, својим колегама како би истрајали у борби. Понекад су им кроз рудничке отворе додавали храну, али упркос томе, живот у јами је био неподношљив. Штрајкачи су одлучили да не напуштају јаму све док се не испуне сви њихови услови. Седми дан од почетка штрајка, представници Радничке коморе Војислав Величковић, Милорад Белић, Миленко Новаковић и Иван Перко, председник синдикалне подружнице у Баљевцу, долазе у Баљевац, као и председник Министарства шума и руда.
Руководство рудника се обавезало да ће свима повећати плату за 4 динара и унапредити 10 помоћника, као и да ће подићи купатило и сваке године у буџет за станове радника уносити по 12.000 динара.
Рудари нису били задовољни овим условима, већ су захтевали да се испуне сви њихови захтеви.
Оставши у јами почињу да обољевају. У несвесном стању из јаме су извучена 4 рудара. Било је и тешко болесних људи којима је била потребна лекарска помоћ и нега.
Радници су размишљали да ли да остану у јами, како би створили рударску гробницу у њој, или ће изаћи из јаме и тражити остваривање својих права пред законом.
После 20 дана тамничења и глади, рудари су изашли напоље. На излазу из јаме дочекали су их жандарми, а на огласној табли и одлука инжењера Крстића о затварању рудника, која је већ била извршена као и одлука о отпуштању свих рудара са посла. Након саслушања жандарми су раздвојили радничко руководство из Баљевца и спровели их у Рашку. Њима су се придружили храбрији рудари који су желели да поделе своју судбину са њима.
Током другог саслушања, рударима је наређено да се врате у своје место, да посао у руднику више немају и да га више никада не могу добити. Отпуштени рудари су махом први ступили у штрајк, истовремено професионални и веома способни за свој посао. Списак ових рудара прослеђен је свим рудницима у земљи, у коме је записано да су рудари били штетни за рударски колектив и уз препоруку да се не примају на посао.
Након примања рудника од комесарске управе, Светозар Савић је наставио са радом. Радна места бивших рудара заузели су сељаци из околних села, који су претходно морали да дају изјаву да ће бити послушни и дисциплиновани.
Истраживања су настављена 1940. до 10. марта 1941. г. у рудницима тадашњих општина: Бањска, Биљановац, Плана, Пискања, Ушће и Беоца као и целокупног Студеничког среза и Зетске бановине. Истраживачки рударски радови изведени су и у Павличкој општини у селима Бадњу и Радошевићу, у општини Пискања у селима Кремићу и Корлаћу и у Бањској општини у селу Вележу.
У селу Кремићу радилуо се на откривању лежишта бакарне руде, у селу Бадњу на оловно-цинканој, у селу Радошевић на руди мангана, у селу Вележ на сребрно-бакарној и у Корлаћу на азбесту и бакарној руди.
У руднику Ушће је било планирано изградити коксаре са 18 вертикалних пећи капацитета 100 тона, међутим због Другог светског рата то није учињено.

## Ибарски рудници у време рата 1941 - 1945
У првим данима рата подручје Ибарских рудника било је центар сукоба. Крајем децембра 1941. г. Савић је отворио рудник, али у мањем обиму производње. Запошљава избеглице које су дошле са простора Косова и старе Рашке и тамо се зауставиле бежећи од непријатеља. Ту су се на неки начин штитили од људи који су их прогонили и желели да их одвезу у немачке логоре. У тим данима је у Ибарским рудницима било 796 радника.
Рудник је током окупације био обезбеђен од стране "белогардејаца". Повремено су Немци и Бугари обилазили рудник. Није било повећања обима производње угља, већ он је била упола мања него пре рата.
Било је и оних који су се борили против окупатора, тако да чим би се у руднику појавила чак и мала ватра, они би зазиђивали тај део јаме и прогласили је опасном. На исти начин, када се појави вода, помагали води да продре у просторије рудника како би сачували најбоље слојеве угља. То су радили рудари који су се истицали у саботажама и после извршеног задатка морали да напусте рудник.
Немачка команда је 1943. г. наредила да се пронађу рудари који су побегли и доведу на посао. Ако их нема код куће, да се пошаље неко из њихових породица или да се цело село казни за то. Упркос томе, 1944. године рудник је пронађен поплављен водом, разрушених просторија, уништеном рударском опремом и алатима, што показује да током рата од рудника нису имали користи ни непријатељи ни његов власник.
Над Ибарским ридницима нису вршене репресије због саботажа, јер су пре и током рата овде радили немачки рудари, који су се крајем рата придружили партизанима.

## Обнова и поновни почетак рада рудника
Почиње стварање народне владе и припајање државном сектору. Рудник Јарандо почео је 2. фебруара 1945. г. са 119 рудара, а рудник Ушће са само 21 радником.
Први геолог који је обрадио овај басен био је Жика Ђорђевић-Ћумур, који је дао први преглед резерви каменог угља.
Од 1949. до 1951. г. на терену руднина Ушће начињено је 29 бушотина. У 25 бушотина је пронађен угаљ а у 4 је пресечен угљени слој. Дубина бушотина је износила од 100 до 150 м.
Бушење је доказало да постоје резерве од најмање 5 милиона тона угља. Анализе угља су показале да су од 32 рудника угља у Југославији, Ибарски рудници на петом месту по квалитету сировине. 
| Јарандо            |             |             |             |
| Категорија:        | А           | Б           | Ц1          |
| Количина у тонама: | 995.900     | 3.592.100   | 961.800     |
| Укупно:            | 5.549.800 t | 5.549.800 t | 5.549.800 t |
| Ушће               |             |             |             |
| Категорија:        | А           | Б           | Ц1          |
| Количина у тонама: | 1.057.500   | 3.431.000   | 853.000     |
| Укупно:            | 5.341.500 t | 5.341.500 t | 5.341.500 t |

Донесена је одлука о реконструкцији и проширењу Рудника од 1957. до 1961.г. Јарандо и Ушће добили су још неколико јама, од којих су најважнији поткоп Баљевац у Баљевцу и поткоп Студеница у Ушћу. У обе управе изграђени су сви пратећи објекти рудника са купатилом и гардеробом, а набављене су и машине за механизовани ископ и транспорт. Изграђени приступни путеви и саобраћајнице. У Ушћу су изграђене трансформаторске станице и далеководи.
Дошло је до наглог скока у производњи и запошљавању нових стручњака. Процес ископавања је често убрзаван да би се испунили захтеви тржишта. Године 1959. г. производња угља је пребачена у односу на план рудника.
| Година  | „Јарандо“ t | „Ушће“ t | Укупно t  | Комерцијални угаљ t |
| 1925.   |             |          | 2.816     |                     |
| 1926.   |             |          | 8.238     |                     |
| 1927.   |             |          | 4.636     |                     |
| 1928.   |             |          | -         |                     |
| 1929.   |             |          | 2.000     |                     |
| 1930.   |             |          | 11.450    |                     |
| 1931.   |             |          | 37.084    |                     |
| 1932.   |             |          | 55.731    |                     |
| 1933.   |             |          | 60.000    |                     |
| 1934.   |             |          | 64.165    |                     |
| 1935.   |             |          | 74.090    |                     |
| 1936.   |             |          | 88.000    |                     |
| 1937    |             |          | 96.513    |                     |
| 1938    |             |          | 124.502   |                     |
| 1939.   |             |          | 140.801   |                     |
| 1940.   |             |          | 122.237   |                     |
| 1941.   |             |          | 50.408    |                     |
| 1942.   |             |          | 20.000    |                     |
| 1943.   |             |          | 40.440    |                     |
| 1944.   |             |          | 13.697    |                     |
| 1945.   |             |          | 25.000    |                     |
| 1946.   |             |          | 53.473    |                     |
| 1947.   |             |          | 79.961    |                     |
| 1948.   |             |          | 106.241   |                     |
| 1949.   |             |          | 131.650   |                     |
| 1950.   |             |          | 116.615   |                     |
| 1951.   |             |          | 110.122   |                     |
| 1952.   |             |          | 79.286    |                     |
| 1953.   |             |          | 65.232    |                     |
| 1954.   | 48.418      | 23.801   | 72.219    |                     |
| 1955.   | 55.443      | 30.638   | 86.081    |                     |
| 1956.   | 66.906      | 36.708   | 103.614   |                     |
| 1957.   | 61.427      | 44.062   | 105.489   |                     |
| 1958.   | 54.171      | 55.254   | 109.425   |                     |
| 1959.   | 72.116      | 76.815   | 148.931   |                     |
| 1960.   | 90.150      | 95.365   | 185.515   |                     |
| 1961.   | 86.063      | 83.162   | 169.225   |                     |
| 1962.   | 73.131      | 51.668   | 124,799   |                     |
| 1963.   | 88.834      | 88.476   | 177.310   |                     |
| 1964.   | 106.489     | 133.906  | 240.395   | 192.002             |
| 1965.   | 128.505     | 85.476   | 213.981   | 168.593             |
| 1966.   | 133.067     | 108.426  | 241.493   | 165.076             |
| 1967.   | 110.292     | 101.998  | 212.290   | 143.276             |
| 1968.   | 128.154     | 126.656  | 254.810   | 192.398             |
| 1969.   | 123.459     | 128.484  | 251.943   | 251.943             |
| 1970.   | 125.790     | 125.138  | 250.928   | 181.004             |
| 1971.   | 125.647     | 132.932  | 258.579   | 184.329             |
| 1972.   | 129.593     | 119.289  | 248.882   | 160.420             |
| 1973.   | 114.908     | 110.729  | 225.637   | 145.768             |
| 1974.   | 118.974     | 107.302  | 226.276   | 181.130             |
| 1975.   | 129.963     | 116.894  | 246.857   | 195.988             |
| 1976.   | 127.892     | 122.920  | 250.812   | 197.280             |
| 1977.   | 120.585     | 122.885  | 243.470   | 188.333             |
| 1978.   | 97.077      | 121.664  | 218.741   | 142.291             |
| 1979.   | 69.787      | 111.693  | 181.480   | 137.660             |
| 1980.   | 47.841      | 100.738  | 148.579   | 106.659             |
| 1981.   | 44.062      | 92.409   | 136.471   | 92.951              |
| 1982.   | 46.013      | 88.707   | 134.720   | 104.075             |
| 1983.   | 45.663      | 81.054   | 126.717   | 102.574             |
| 1984.   | 50.259      | 79.934   | 130.193   | 111.497             |
| 1985.   | 52.319      | 86.522   | 132.841   | 115.160             |
| 1986.   | 50.264      | 81.314   | 131.578   | 107.863             |
| 1987.   | 51.334      | 86.584   | 137.919   | 120.070             |
| 1988.   | 55.216      | 77.128   | 132.344   | 113.861             |
| 1989.   | 62.186      | 73.551   | 135.737   | 105.198             |
| Укупно: | Укупно:     | Укупно:  | 8.180.669 | 3.836.313           |

Највећи потрошач каменог угља биле су Југословенске железнице. Железнице су се често жалиле на угаљ, јер је имао велику количину јаловине и прљавштина. Због тога су Ибарски рудници планирали хитно подизање мокре сепарације на бази тешке текићине за оплемењивање угља.
Испитивања у Прогореличко-Тадењском басену показала су да овде постоји значајна количина угља која се налази на потезу Ушће-Баљевац, куда већ постоји жичара за транспорт угља.
1961. године, поред експлоатације и продаје угља, Ибарски рудници су своју делатност допуњавали пружањем техничких и технолошких услуга трећим лицима, односно пружњу ковачких, металостругарских, механичарских, аутомеханичарских, електромеханичких, столарских, угоститељских и транспортних услуга.
Током ових година у руднику је владао велики оптимизам, јер јерудник сваким даном напредовао.
Почиње се са изгрдњом погонских зграда у оба рудника, купатила, техничких магацина, радионица, складишта експлозива, складишта каписла и упаљача, набавка акумулаторских локомотива, акомулаторских станица, компресорских станица, трафо станица, изградња прилазних путева, магистралних путева, гаража за аутомобиле, набавка опреме за бушење, транспорт и утовар, опреме за радионице итд.
1964. г. крећу потешкоће и обуставе изградње појединих објеката, због примећених грешака у пројектовању и изградњи.
Од привредно значајних објеката почиње изградња жичаре Ушће-Прогорелица-Баљевац-Пискања са бункерима у Ушћу, Баљевацу и Пискањи.
1965.г. дошло је до потискивања угља са тржишта доласком нафтних деривата. Смањење потрошње угља у фабрикама, топланама, термоелектранама и на железници.
У тим годинама, погон Ушће остварује производњу од 130.000 тона и престиже у производњи рудник Јарандо.
Дана 10. јануара 1965. године у јами Ушће се догодила катастрофа. 14 рудара је изгубило живот, када је дошло до избијања пожара проузрокованог угљен-диоксидом. Спасилачке јединице из рудника Ушће, Јарандо, Рембас, Алексинац, Трепча и Крека учествовале су у проналажењу рудара.

### РО Ибарски рудници
70-их година РО Ибарских рудника је била организована по ООУР-има.
1. Рудник "Јарандо",
2. Рудник "Ушће",
3. Сепарација угља и магнета "Душан Јемуовић",
4. Транспортна организација "Аутобаљевац",
5. "7. јули" фабрика грађевинског материјала и бетона,
6. Рударско-угоститељска и туристичка организација "Рудар" - Баљевац.

Два главна ООУР-а били су произвођачи угља у рудницима Јарандо и Ушће.

#### Аутобаљевац
Аутобаљевац је основан како би вршио превоз: угља, камених агрегата, песка, шљаке, цемента, грађевинскх материјала, одлагање отпада, превоз радника и службеника, превоз материјала, утовар и претовар чврсте и растресите робе, итд.
Возила Аутобаљевца развозила су разне терете широм Југославије. У време изградње предузећа једно путничко возило је месечно прелазило до 10.000 км.

## Даљи развој
У наредним годинама, због смањења резерви угља у Ибарским рудницима, Јаранду и Ушћу, рудник тражи решење проблема у преусмеравању производње на неке друге минералне сировине или отварања различитих фабрика.
Испитивања и ископавања металних и неметалних сировина разматрана су, упркос бројним постојећим ножевима, није започета ископавање ниједне од ових сировина. Решење су нашли у заједничкој пословној сарадњи са другим фабрикама у Југославији са којима су градили фабрике.
Једна од њих била је фабрика безалкалних стаклених влакана "Етекс"- Баљевац, затим "Фабрика металних производа"- Ушће, фабрика металне столарије "Сеццо"- Баљевац, фабрика одеће "Слога"- Ушће. Остале планиране фабрике нису изграђене.
1982. г. рудник лигнита "Бајовац" удружује се са рударском организацијом Ибарски рудници као ООУР. Рудник "Бајовац" налази се на територији Краљева, на левој обали Западне Мораве, на потезу од Краљева ка Чачку. Од свог отварања 1958. године, он не ради редовно иако представља једно од највећих лежишта лигнита у Србији.
Поред каменог угља, Ибарски рудници су истраживали лежиште мермера на простору Савова где су идентификоване значајне количине атрактивног студеничког мермера.
Доломитични мермер и доломитски песак истражен је на подручју Ђакова, где су пронађене велике количине тих сировине.
У периоду од 1986. до 1992. године у Побрђу се истражује руда борних минерала, где је откривено да су резерве величине од 3 до 6 милиона тона, уз могућност повећања на 7 до 10 милиона тона. Истраживања су такође показала да је руда изавареног квалитета.
Иначе, ова сировина у свом елементарном стању има веома разнолику примену у гранама индустрије, нпр. у производњи стакла, тврдих легура за авионе и свемирске летелице, у хемијској индустрији, електро индустрији, проиѕводњи ђубрива и сл.
Имајући у виду тако разнолик потенцијал природних минералних сировина, нема сумње да Ибарски рудници имају врло велике развојне могућности. За сада, према неким подацима, борним минералима располажу само САД, Турска, Русија и Кина.

## Ибарски рудници данас
Крајем 90-тих година XIX и почетком двадесетог века, због ратних и политичких догађања, долази до затварања или смањеног обима рада ООУР-а који су припадали РО Ибарски рудници.
Данас Ибарски рудници припадају "Јавном предузеђу за подземну експлоатацију угља Ресавица", у оквиру кога врше исковавања каменог угља у јами Јарандо и у Тадењско-Прогореличком лежишту. Сем угља, врше и експлоатацију борних минерала из јаме Побрђе.
Тежња Ибарских рудника је да у наредном периоду започну ископавање лежишта доломита у Ђакову, као и поновно отварање рудника лигнита Бајовац.